# Timur Lukas
Timur Lukas (* 1986 in Konstanz) ist ein deutscher zeitgenössischer Künstler.

## Leben und Werk
Timur Lukas wuchs in Meersburg und Überlingen am Bodensee auf. Von 2011 bis 2018 studierte er Malerei und Grafik an der Akademie der Bildenden Künste München, das er als Meisterschüler von Prof. Gregor Hildebrandt abschloss. Zuvor hatte er Kommunikationsdesign an der Hochschule Augsburg studiert und einen Erasmus-Aufenthalt an der Accademia di Belle Arti di Bologna absolviert. Früh stand die Auseinandersetzung mit Handschrift, Zeichnung und biografischen Bildern im Zentrum seiner Arbeit. Später rückten Familienarchive, Fundbilder und figürliche Kompositionen in den Vordergrund.
2024 verbrachte Lukas eine Künstlerresidenz in Portugal, die zu einer stilistischen Reduktion und einer direkteren Bildsprache führte. Seine Malerei verbindet seither flächige Farbgebung, spontane Gesten und archaisch anmutende Figuren. In der Ausstellung GOAT zeigte er erstmals eine Serie tierischer Porträts. Lukas lebt und arbeitet in Augsburg.

## Ausstellungen (Auswahl)
Einzelausstellungen
- 2025 Goat, Galerie Nina Mielcarczyk, Leipzig[3]
- 2025 Even Islands are Connectet – mit Laurentius Sauer, Kunstverein Konstanz[4]
- 2022 Dream days, Galerie Knust x Kunz+ feat. VogelART[1]
- 2021 Timur Lukas & Laurentius Sauer – Due Two Fries, MEWO Kunsthalle[2]
- 2020 Unite! Limbo Forest – mit Tom Król | Kunstverein Augsburg[5]
- 2020 Der Wald vor Omas Fenster, NAK. Neuer Aachener Kunstverein[6]

Gruppenausstellungen
- 2023 The Studio Talks Show, Artco Galerie, Berlin[7]
- 2023 Polychrom, Museum Glaspalast, Augsburg[8][9][10][11]
- 2021 FOR FREE*, Galerie Andreas Binder, München[12][13][14]
- 2018 2× Förg, Kunstraum München[15]
- 2018 akkord, Galerie Britta von Rettberg, München[16][17]
- 2018 Wir schwimmen alle im gleichen Wasser, Pasinger Fabrik, München[18]
- 2017 (ON) THE RADAR, Waldburger Wouters, Brüssel

## Bibliografie
- Dream Days; Timur Lukas, Lisa Stoiber; München, Augsburg 2022, Ausstellungskatalog
- Der Wald vor Omas Fenster; Kunstverein Augsburg; Timur Lukas, Manuela Mehrwald, Matthias Dornfeld, Christian Thöner, Maurice Funken; Distanz-Verlag, Berlin 2020, Ausstellungskatalog